# Steve Rash
Steve Rash és un director de cinema estatunidenc. Ha dirigit nombrosos films des del 1978.

## Biografia
Als 8 anys a Dallas, Steve Rash va començar a fer pel·lícules amb la Kodak de 8 mm del seu pare. El seu interès pel cinema va florir a l'escola secundària quan va treballar com a fotògraf de premsa. Va estudiar música a Texas A & M i TV a la Universitat de Texas, abans d'aterrar el seu primer treball professional com a operador de càmera a WFAA, rodant esdeveniments de NCCA, futbol de la NFL i els Jocs Olímpics.
Els anys 70, Steve va fotografiar i dirigir vídeos de música seminal per a la sèrie de televisió Sump'n Else; a continuació, a través de programes de música sindicada com "The Now Explosion and Music Connection", va crear el concepte de marató a la MTV. Els seus vídeos de música pionera els va protagonitzar Billy Joel, BB King, Jimi Hendrix, Ray Charles, Kenny Rogers, The Who, etc.
Va debutar al cinema el 1978 amb The Buddy Holly Story, una pel·lícula sobre la vida i la carrera del cantant de rock Buddy Holly que el 1979 va guanyar un Oscar a la millor banda sonora.
Des del 1981 dirigeix  Under the Rainbow , que costa vint milions de dòlars, però que només va aconseguir recollir-ne vuit. La notorietat arriba a 1988 amb Playboy in test, de la qual el 2003 es fa una seqüela titulada "Una núvia prestada".
El 1991 dirigeix John Malkovich i Joe Mantegna a Dreaming Manhattan. El 1996 escull Whoopi Goldberg per a Eddie.
El 2004 fa la pel·lícula d'animació Zenon: Z3. Des de 2005 està actiu al vídeo casolà i roda una seqüela d'altres pel·lícules d'èxit, incloent American Pie Presents: Band Camp, Girls in the ball: ready to win i Girls in the ball: all or nothing.

## Filmografia
- Buddy Holly Story (1978)
- Under the Rainbow (1981)
- L'amor no es pot comprar (Can't Buy Me Love) (1987)
- Queens Logic (1991)
- Son in Law (1993)
- Eddie (1996)
- Held Up (1999)
- Consellera matrimonial (Good Advice) (2001)
- Zenon: Z3 (2004)
- American Pie Presents: Band Camp (2005)
- Bring It On: All or Nothing (2006)
- Bring It On: In It to Win It (2007)
- Road Trip: Beer Pong (2009)